# Нежегон
Нежегон, Нежигок, Нежигон или Мижгон (тадж. Мижгон — ресницы) — озеро завального происхождения, расположенное в Пенджикентском районе Согдийской области Таджикистана на высоте 1640 метров над уровнем моря.
Общая площадь акватории озера 0,05 км². Максимальная глубина 20 м.

## Описание
Нежегон является первым по счёту озером в каскаде из семи Маргузорских озёр долины Хафткул (Фанские горы). По размерам озеро небольшое и по всей длине зажато отвесными скальными обрывами. От других озёр, находящихся в долине, Нежегон отличается многоцветностью. Цвет воды в озере меняется в зависимости от погодных условий. Комментарии журналистов, побывавших на озере:

Это озеро обладает каким-то глубоким темно-синим цветом. Оно словно застелено огромным отрезом дорогого бархата. Но минута -- и озеро вдруг превращается в ядовито-зеленое, ещё минута -- и оно уже голубое, затем оранжевое. Оно играет всеми цветами радуги.
Название с таджикского языка переводится как «ресницы», однако контуры и другие характеристики озера ничем не напоминают о них.

## Химический состав
Согласно классификации природных вод по выделению гидрохимических фаций Г. А. Максимовича, Нежегон входит в зону горных территорий гидрокарбонатной гидрохимической формации с преобладанием гидрокарбонатно-кальциевых вод. В таблице учёного приведены следующие характеристики вод озера:
| Формация         | Фация               | Минерализация, мг/л |
| ---------------- | ------------------- | ------------------- |
| Гидрокарбонатная | HCO3— Na+ +K+ —Ca²+ | 50—150              |